# یک افتضاح حسابی
یک افتضاح حسابی (به انگلیسی: Another Fine Mess) نام فیلم طنزی با نقش آفرینی لورل و هاردی است.

## داستان فیلم
لورل و هاردی برای فرار از دست پلیسی که به دلیل اشتباه لفظی لورل در پیشان است به خانه‌ای که برای اجاره دادن گذاشته شده پناه می‌برند که در همین هنگام یک مشتری برای بازدید از خانه سر می‌رسد و . . .